# Like..?
Like..? é o extended play (EP) de estreia da rapper estadunidense Ice Spice, lançado em 20 de janeiro de 2023, através da 10K Projects e Capitol Records. O projeto foi desenvolvido e gravado entre 2022 e a intérprete colaborou com o produtor RiotUSA.

## Antecedentes
Ice Spice começou a fazer rap em 2021, após conhecer o produtor musical RiotUSA, enquanto eles estudavam na State University of New York em Purchase, da qual ela acabou desistindo. Ele produziu o single de estreia dela, "Bully Freestyle", lançada em março de 2021, depois que um vídeo de Ice Spice fazendo o desafio "Buss It" se tornou viral no Twitter. Sua canção, "Name of Love", ganhou força no SoundCloud, o que a tornou popular no Instagram. Em setembro de 2022, ela assinou um contrato com a 10K Projects e a Capitol Records.

## Lançamento e promoção
Like..? foi anunciado apenas algumas horas antes de seu lançamento. O EP foi lançado digitalmente em 20 de janeiro de 2023. O disco de vinil da edição padrão foi lançado em 21 de julho de 2023. A edição deluxe do EP foi lançada em 21 de julho de 2023.

### Singles
"Munch (Feelin' U)" foi lançada como o primeiro single de Like..? em 10 de agosto de 2022. "Bikini Bottom" foi lançada como o segundo single do projeto em 28 de outubro de 2022. "In Ha Mood" foi inicialmente lançada no SoundCloud e YouTube em 25 de dezembro de 2022. A canção foi lançada oficialmente em todas as plataformas de streaming em 6 de janeiro de 2023. Comercialmente, a canção entrou nas paradas do Canadá, Irlanda e Reino Unido. Nos Estados Unidos, a canção alcançou a 58.ª posição na Billboard Hot 100. Em 19 de abril de 2023, foi lançado um remix de "Princess Diana" com Nicki Minaj. Nos Estados Unidos, o remix debutou na 4.ª posição na Billboard Hot 100, tornando-se o segundo top dez de Ice Spice na parada depois de "Boy's a Liar Pt. 2" com PinkPantheress. Além disso, entrou nas paradas do Canadá, Irlanda, Nova Zelândia e Reino Unido.

## Recepção da crítica
| Críticas profissionais | Críticas profissionais |
| Pontuações agregadas   | Pontuações agregadas   |
| Fonte                  | Avaliação              |
| ---------------------- | ---------------------- |
| Metacritic             | 69/100                 |
| Avaliações da crítica  |                        |
| Fonte                  | Avaliação              |
| AllMusic               | [ 25 ]                 |
| HipHopDX               | 4.1/5                  |
| NME                    | [ 27 ]                 |
| Pitchfork              | 7.6/10                 |
| Rolling Stone          | 70/100                 |

No agregador Metacritic, que estabelece uma média de até cem pontos com base nas avaliações críticas, o EP obteve 69 pontos de aprovação, que foram baseadas em 6 resenhas recolhidas, o que indica "análises geralmente positivas".
A equipe do banco de dados AllMusic aponta que, apesar de algumas faixas serem divertidas e cativantes, Like..? acaba soando repetitivo, tentando capturar o mesmo impacto do maior sucesso. A equipe notou ainda que o EP mostra uma artista em desenvolvimento, com momentos promissores, mas também com alguns tropeços.

## Lista de faixas
| Like..? — Edição padrão |                              | |                |         |  |
| N.º                     | Título                       | Compositor(es) | Produtor(es)   | Duração |  |
| 1.                      | "In Ha Mood"                 | Isis Gaston Ephrem Lopez                                                                                                | RiotUSA        | 2:09    |  |
| 2.                      | "Princess Diana"             | Gaston Lopez | RiotUSA        | 2:34    |  |
| 3.                      | "Gangsta Boo" (com Lil Tjay) | Gaston Lopez Adonis Shopshire Chauncey Lamont Hawkins Frank Romano Mario Winans Michael Carlos Jones Sean "Puffy" Combs | RiotUSA Winans | 2:39    |  |
| 4.                      | "Actin a Smoochie"           | Gaston Lopez | RiotUSA        | 2:13    |  |
| 5.                      | "Bikini Bottom"              | Gaston Lopez | RiotUSA        | 1:46    |  |
| 6.                      | "Munch (Feelin' U)"          | Gaston Lopez | RiotUSA        | 1:44    |  |
| Duração total:          | Duração total:               | Duração total: | Duração total: | 13:08   |  |

Notas
- "Gangsta Boo" contém demonstrações de "I Need a Girl (Part Two)" (2002), escrita por Sean Combs, Adonis Shopshire, Chauncey Lamont Hawkins, Frank Romano, Mario Winans e Michael Carlos Jones e interpretada por Diddy.

## Desempenho comercial

### Paradas semanais
| Parada (2023)                                     | Melhor posição |
| ------------------------------------------------- | -------------- |
| Canadá (Billboard Canadian Albums)                | 82             |
| Estados Unidos (Billboard 200)                    | 37             |
| Estados Unidos (Billboard Top R&B/Hip-Hop Albums) | 19             |
| França (SNEP)                                     | 175            |
| Lituânia (AGATA)                                  | 45             |

## Histórico de lançamento
| Região | Data                  | Formato(s)                 | Gravadora(s)         | Ref.   |
| ------ | --------------------- | -------------------------- | -------------------- | ------ |
| Várias | 20 de janeiro de 2023 | Download digital streaming | 10K Projects Capitol | [ 35 ] |